# UE Extremenya
Die Unió Esportiva Extremenya ist ein andorranischer Fußballverein, der momentan in der Segona Divisió spielt. Der Verein hat seinen Sitz in der Kleinstadt La Massana.

## Geschichte
UE Extremenya wurde 1998 gegründet und stieg schon in der ersten Spielzeit in die Primera Divisió auf. Dort konnte man sich jedoch nur eine Saison lang halten, ehe es zurück in die Segona Divisió ging. Noch zwei weitere Male gelang der Sprung in Andorras höchste Fußball-Liga, doch beide Male stieg man chancenlos ab.
Der Club hat in der zehnjährigen Vereinsgeschichte bereits drei Namenswechsel vorgenommen. Im Jahr 1998 trat man als Francfurt Cerni an. Nur vier Jahre später (2002) wurde aus dem Verein der FC Cerni. Wiederum nach nur einem weiteren Jahr folgte die bislang letzte Namensänderung. Seither läuft der Verein als Unió Esportiva Extremenya auf.

## Erfolge
- Aufstieg in die Primera Divisió: 1998, 2002, 2005